# Scaptia clavata
Scaptia clavata är en tvåvingeart som först beskrevs av Macquart 1837.  Scaptia clavata ingår i släktet Scaptia och familjen bromsar. Inga underarter finns listade i Catalogue of Life.